# Beaumont (Yonne)
Pour les articles homonymes, voir Beaumont.

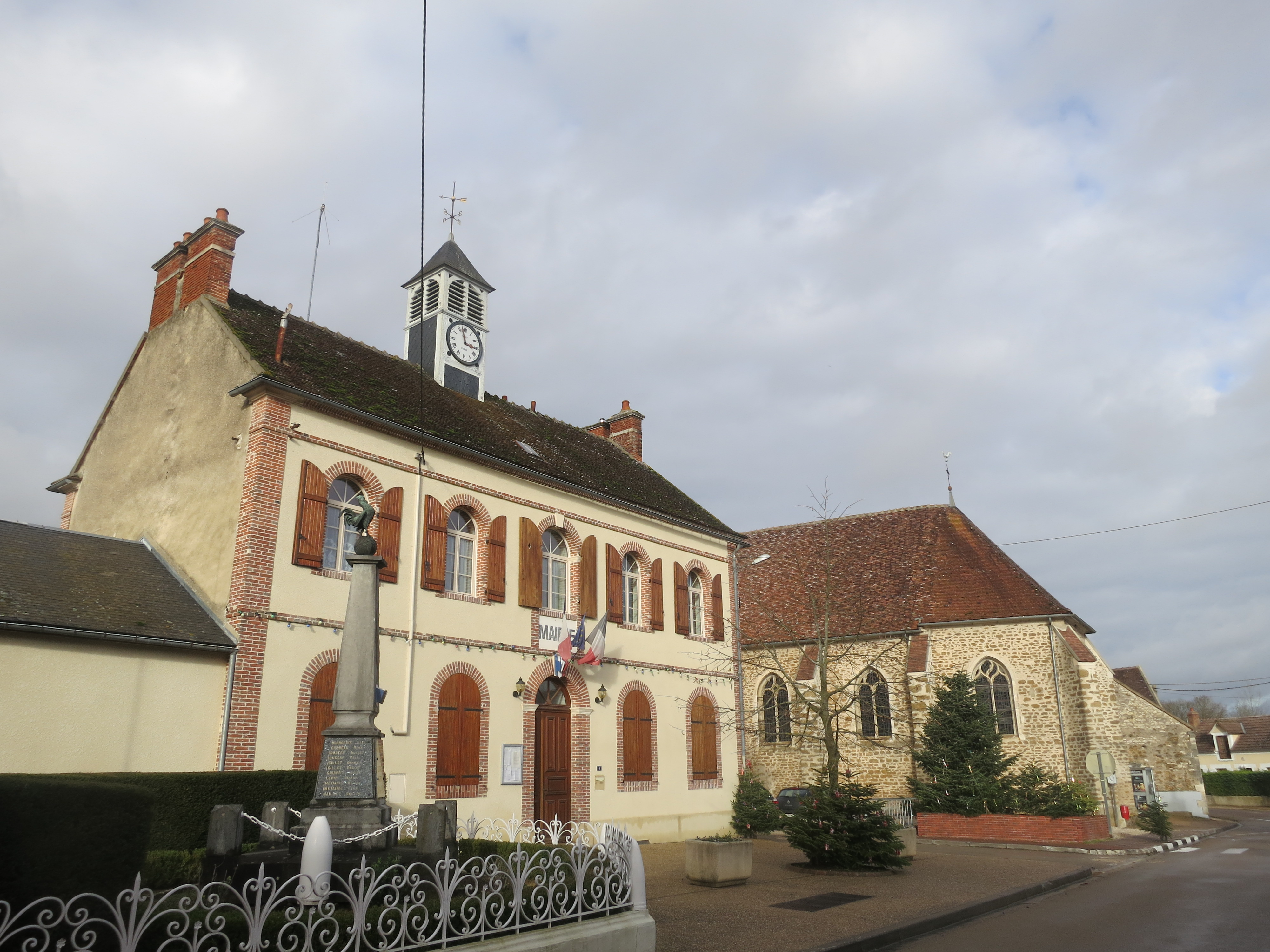
La mairie et l'église

Beaumont est une commune française située dans le département de l'Yonne, en région Bourgogne-Franche-Comté.
Ses habitants sont appelés les Beaumontois.

## Géographie
Beaumont est à 15 km au nord d'Auxerre.

### Climat
Pour des articles plus généraux, voir Climat de la Bourgogne-Franche-Comté et Climat de l'Yonne.
En 2010, le climat de la commune est de type climat océanique dégradé des plaines du Centre et du Nord, selon une étude du Centre national de la recherche scientifique s'appuyant sur une série de données couvrant la période 1971-2000. En 2020, Météo-France publie une typologie des climats de la France métropolitaine dans laquelle la commune est exposée à un climat océanique altéré et est dans la région climatique  Lorraine, plateau de Langres, Morvan, caractérisée par un hiver rude (1,5 °C), des vents modérés et des brouillards fréquents en automne et hiver. 
Pour la période 1971-2000, la température annuelle moyenne est de 10,7 °C, avec une amplitude thermique annuelle de 15,8 °C. Le cumul annuel moyen de précipitations est de 704 mm, avec 11,5 jours de précipitations en janvier et 7,8 jours en juillet. Pour la période 1991-2020, la température moyenne annuelle observée sur la station météorologique de Météo-France la plus proche, « Ligny-le-Châtel », sur la commune de Ligny-le-Châtel à 15 km à vol d'oiseau, est de 11,5 °C et le cumul annuel moyen de précipitations est de 772,9 mm. 
La température maximale relevée sur cette station est de 40,7 °C, atteinte le 7 août 2003 ; la température minimale est de −22 °C, atteinte le 16 janvier 1985,,. 
Les paramètres climatiques de la commune ont été estimés pour le milieu du siècle (2041-2070) selon différents scénarios d'émission de gaz à effet de serre à partir des nouvelles projections climatiques de référence DRIAS-2020. Ils sont consultables sur un site dédié publié par Météo-France en novembre 2022.

## Urbanisme

### Typologie
Au 1er janvier 2024, Beaumont est catégorisée commune rurale à habitat dispersé, selon la nouvelle grille communale de densité à sept niveaux définie par l'Insee en 2022.
Elle est située hors unité urbaine. Par ailleurs la commune fait partie de l'aire d'attraction d'Auxerre, dont elle est une commune de la couronne,. Cette aire, qui regroupe 104 communes, est catégorisée dans les aires de 50 000 à moins de 200 000 habitants,.

### Occupation des sols
L'occupation des sols de la commune, telle qu'elle ressort de la base de données européenne d’occupation biophysique des sols Corine Land Cover (CLC), est marquée par l'importance des forêts et milieux semi-naturels (49,9 % en 2018), une proportion sensiblement équivalente à celle de 1990 (50 %). La répartition détaillée en 2018 est la suivante : 
forêts (49,9 %), terres arables (34,3 %), zones industrielles ou commerciales et réseaux de communication (7,4 %), zones urbanisées (5,9 %), eaux continentales (2,5 %). L'évolution de l’occupation des sols de la commune et de ses infrastructures peut être observée sur les différentes représentations cartographiques du territoire : la carte de Cassini (XVIIIe siècle), la carte d'état-major (1820-1866) et les cartes ou photos aériennes de l'IGN pour la période actuelle (1950 à aujourd'hui).

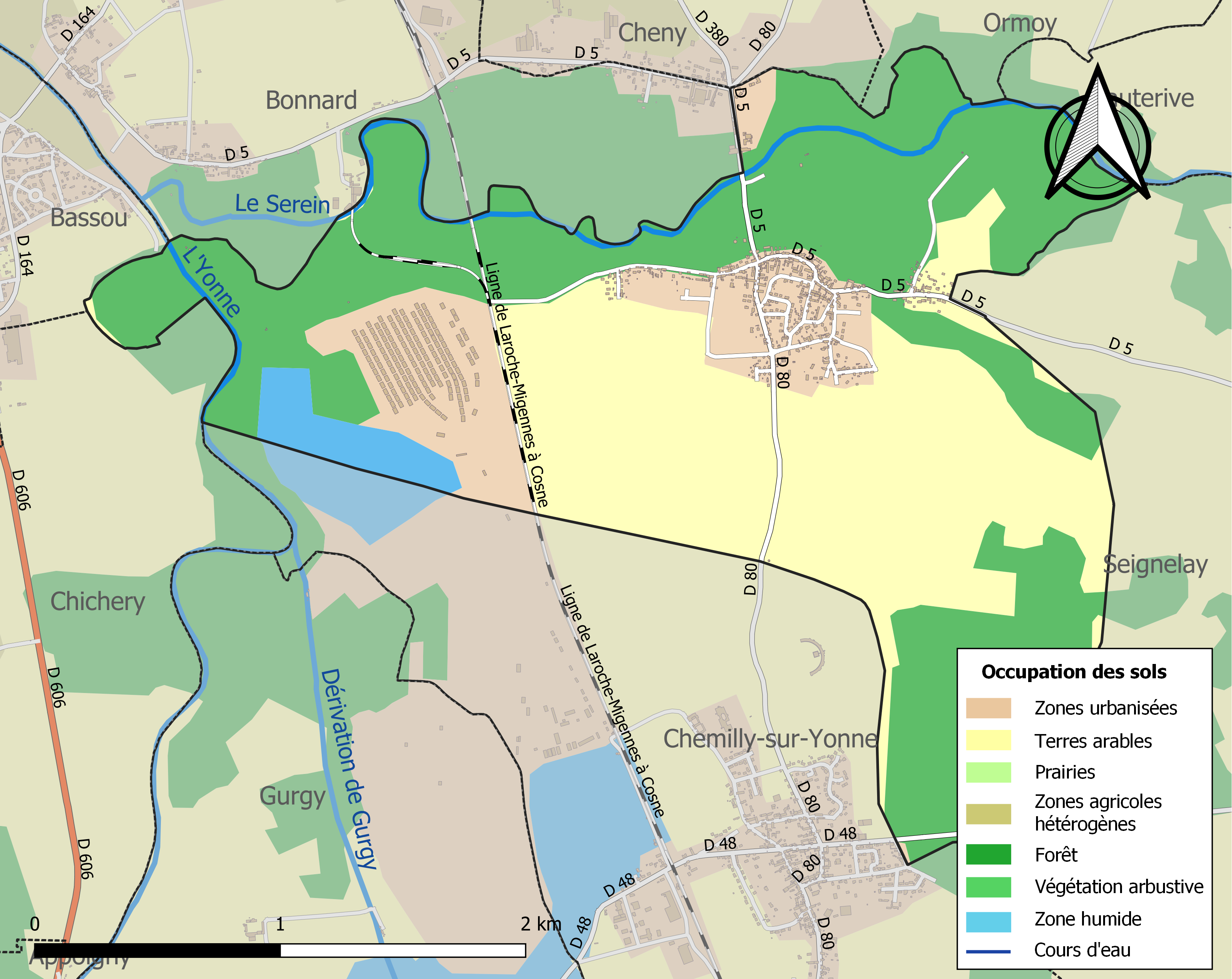
Carte des infrastructures et de l'occupation des sols de la commune en 2018 (CLC).

## Histoire
Citée en 1185 sous le nom de Bellus Mons.
Serait l'ancien Bandritum de la carte de Peutinger.
Le prieuré de Beaumont prend le nom de Saint-Thibaud-des-Bois après que l’abbé Arnoul, frère du saint, lui donne quelque relique de saint Thibaud de Provins à son retour d’Italie. En 1400 du temps de l'évêque d'Auxerre Michel de Creney absent de son diocèse cette année-là, Philippe Froment (†1401, confesseur du duc de Bourgogne Philippe le Hardi, évêque de Bethléem puis évêque de Nevers en 1395) translate les reliques vers l'abbaye Saint-Germain d'Auxerre.
Jean, sire de Cheny, possédait la terre de Beaumont en 1276. Charles de Savoisy, baron de Seignelay, l'acheta en 1394. Il appartenait aux Lenfernat au XVe siècle. Au XVIe siècle, le seigneur du lieu est François Ier de La Rivière, fils de Jean Bureau de la Rivière, seigneur de la Rivière, Champlemy, vicomte de Tonnerre et de Quincy, baron de Seignelay, seigneur de Anthiol, Arzembouy, Beaumont, Bennes, Bonnard, Boulon (commune de Lurcy-le-Bourg), Cheny, Chevannes, Colméry, Corvol le Damp-Bernard, La Garde, Lurcy-le-Bourg, Lucy- ou Lurcy-le-Châtel, Norry, Ormoy, Perchin, Poilly, Rebourceau (Rebourseaux, commune de Vergigny), Saint-Martin, Souffin, Vézannes, etc. Enfant d'honneur ou page de Charles VIII, il épouse en 1499 Madeleine de Savoisy, dame de Seignelay et héritière de la maison de Seignelay dont il a eu 11 enfants. Son testament date de 1534.
Au port du Crot-aux-Moines (ancienne ferme de l'abbaye de Pontigny) étaient embarqués les vins de la région à destination de Paris.
Hameau de Chemilly jusqu'en 1790.

## Politique et administration
| Période    | Période  | Identité          | Étiquette | Qualité |
| ---------- | -------- | ----------------- | --------- | ------- |
| avant 1988 | 1995     | Daniel Gombert    | DVG       |         |
| 1995       | 2014     | Alain Kazmierczak |           |         |
| 2014       | 2020     | Romuald Benoit    |           |         |
| 2020       | En cours | Flavie Bourotte   | DVG       |         |

## Démographie
L'évolution du nombre d'habitants est connue à travers les recensements de la population effectués dans la commune depuis 1793. Pour les communes de moins de 10 000 habitants, une enquête de recensement portant sur toute la population est réalisée tous les cinq ans, les populations de référence des années intermédiaires étant quant à elles estimées par interpolation ou extrapolation. Pour la commune, le premier recensement exhaustif entrant dans le cadre du nouveau dispositif a été réalisé en 2006.

En 2022, la commune comptait 620 habitants, en évolution de −1,9 % par rapport à 2016 (Yonne : −1,95 %, France hors Mayotte : +2,11 %).
| 1793 | 1800 | 1806 | 1821 | 1831 | 1836 | 1841 | 1846 | 1851 |
| ---- | ---- | ---- | ---- | ---- | ---- | ---- | ---- | ---- |
| 299  | 336  | 257  | 349  | 398  | 365  | 365  | 388  | 415  |

| 1856 | 1861 | 1866 | 1872 | 1876 | 1881 | 1886 | 1891 | 1896 |
| ---- | ---- | ---- | ---- | ---- | ---- | ---- | ---- | ---- |
| 427  | 427  | 466  | 443  | 408  | 404  | 398  | 344  | 349  |

| 1901 | 1906 | 1911 | 1921 | 1926 | 1931 | 1936 | 1946 | 1954 |
| ---- | ---- | ---- | ---- | ---- | ---- | ---- | ---- | ---- |
| 333  | 371  | 410  | 389  | 372  | 375  | 387  | 348  | 350  |

| 1962 | 1968 | 1975 | 1982 | 1990 | 1999 | 2006 | 2011 | 2016 |
| ---- | ---- | ---- | ---- | ---- | ---- | ---- | ---- | ---- |
| 428  | 496  | 468  | 447  | 514  | 529  | 536  | 603  | 632  |

| 2021 | 2022 | - | - | - | - | - | - | - |
| ---- | ---- | - | - | - | - | - | - | - |
| 624  | 620  | - | - | - | - | - | - | - |

## Culture locale et patrimoine

### Lieux et monuments
Église Sainte-Barbe XIIe, refaite XVe dans le style flamboyant : nef unique de quatre travées avec voûtes à nervures saillantes, portail plein cintre à pilastres ioniques, surmonté d'un fronton sculpté XVIe ; fragments de vitraux XVIe, statues.

## Pour approfondir